# Казанский сельский округ (Жамбылский район)
Казанский сельский округ (каз. Қазан ауылдық округі) — административная единица в составе Жамбылского района Северо-Казахстанской области Казахстана. Административный центр — село Казанка.
Население — 1149 человек (2009, 1831 в 1999, 2481 в 1989).
В состав сельского округа была присоединена территория ликвидированного Матросовского сельского совета (села Екатериновка, Светлое,Матросово). Матросово упразднено в 2018 году). Село Усердное было ликвидировано в 2013 году. В 2018 году было ликвидировано село Липовка.

## Состав
В состав округа входят такие населенные пункты:
| Населенный пункт   | Население, человек (1989) | Население, человек (1999) | Население, человек (2009) |
| ------------------ | ------------------------- | ------------------------- | ------------------------- |
| Екатериновка, село | 804                       | 405                       | 279                       |
| Казанка, село      | 937                       | 894                       | 648                       |
| Матросово, село    | 185                       | 107                       | 65                        |
| Светлое, село      | 315                       | 202                       | 105                       |
| Усердное, село     | 240                       | 223                       | 52                        |